# درای ریج (اوهایو)
درای ریج (به انگلیسی: Dry Ridge) یک منطقهٔ مسکونی در ایالات متحده آمریکا است که در شهرستان همیلتون، اوهایو واقع شده‌است. درای ریج ۱۰٫۷ کیلومتر مربع مساحت و ۲٬۷۸۲ نفر جمعیت دارد و ۲۸۱٫۳۳ متر بالاتر از سطح دریا واقع شده‌است.